# Doucy-en-Bauges
Doucy-en-Bauges é uma comuna francesa na região administrativa de Auvérnia-Ródano-Alpes, no departamento de Saboia. Estende-se por uma área de 12,65 km². Em 2010 a comuna tinha 99 habitantes (densidade: 7,8 hab./km²).